# Чай в пустинята
„Чай в пустинята“ (на италиански: „Il tè nel deserto“) е филм на Бернардо Бертолучи от 1990 година с участието на Джон Малкович и Дебра Уингър.

## Сюжет
Кит и Порт Морсби са американски пътешественици в Северна Африка, станали жертви на декадентските си уклони. Сюжетът се избистря, когато след неудачна сексуална забежка и двамата осъзнават, че повторното им събиране е невъзможно.

## В ролите
| Изпълнител      | Роля         |
| --------------- | ------------ |
| Джон Малкович   | Порт Морсби  |
| Дебра Уингър    | Кит Морсби   |
| Кембъл Скот     | Джордж Танър |
| Джил Бенет      | Мисис Лайл   |
| Тимъти Спол     | Ерик Лайл    |
| Ерик Ву-Ан      | Белкасим     |
| Николета Браски | Французойка  |

## Награди и номинации
- Печели награда БАФТА за най-добра кинематография - Виторио Стораро.
- Печели награда Златен глобус за най-добра музика - Рюити Сакамото и Ричард Горовиц.